# Ravne pri Žireh
Ravne pri Žireh este o localitate din comuna Žiri, Slovenia, cu o populație de 24 de locuitori.